# Wikala al-Ghuri
Wikala al-Ghuri (arabiska: وكالة الغوري, franska: Wikālaẗ al-Ġawrī, Wikālaẗ al-Ġūrī, engelska: Wikālat al-Ghawrī, Wikālat al-Ghūrī, franska: Okâla du sultan el-Ghouri, Okâlat el-Nakhla, Wekâla  de Qansou al-Ghouri, Okelle Ghauri, engelska: Wekālat al-Ghūrī, An-Nakhla, Wakala Qansuh al-Ghawri) är ett monument i Egypten.   Det ligger i guvernementet Kairo, i den norra delen av landet, i huvudstaden Kairo. Wikala al-Ghuri ligger 34 meter över havet.
Terrängen runt Wikala al-Ghuri är platt. Runt Wikala al-Ghuri är det tätbefolkat, med 383 invånare per kvadratkilometer. Närmaste större samhälle är Kairo, 2,2 km nordväst om Wikala al-Ghuri. Trakten runt Wikala al-Ghuri är ofruktbar med lite eller ingen växtlighet.